# Marqués de Vadillo (metrostation)
Marqués de Vadillo is een metrostation in het stadsdeel Carabanchel van de Spaanse hoofdstad Madrid. Het station werd geopend op 5 juni 1968 en wordt bediend door lijn 5 van de metro van Madrid.